# Glamorous Glue
Glamorous Glue è un brano del cantante inglese Morrissey.
Pubblicato anche come singolo nel dicembre del 1992 dalla Sire/Reprise, per il solo mercato statunitense, il disco raggiunse la posizione numero 13 della Modern Rock Tracks, la classifica stilata dalla rivista statunitense Billboard.
Il brano è contenuto anche nel album in studio del cantante inglese, intitolato Your Arsenal.

## Realizzazione
Scritto in collaborazione con Alain Whyte e con la produzione di Mick Ronson, Glamorous Glue affronta, nel testo, il tema della decadenza dell'impero britannico e della morte della lingua e della cultura inglese. L'amarezza di Morrissey in questa lirica è nei confronti della mancanza di rispetto verso ciò che accade e mentre tutto muore, compreso il suo stesso amore per la vecchia Inghilterra.
Il 18 aprile del 2011, la Major Minor, ha pubblicato una ristampa rimasterizzata del singolo, in promozione della raccolta The Very Best of Morrissey. Il disco ha raggiunto la posizione numero 69 della Official Singles Chart, fino ad oggi la più bassa di tutta la carriera solista di Morrissey.

## Copertina e video
La copertina, realizzata da Renaud Monfourny, ritrae una foto di Morrissey con indosso una t-shirt su cui è impressa la Croce di San Giorgio. Sul vinile del 7" è incisa la frase: our raymond, our douglas, our bunny.
Il videoclip promozionale, diretto da George Tiffin, è stato realizzato nel 1992 utilizzando immagini di Morrissey e la sua band che si esibiscono in un piccolo club di Chicago.

## Tracce
- US CDs (1992)

1. Glamorous Glue - 4:08

- UK CDs (2011)

1. Glamorous Glue - 4:08
2. Treat Me Like A Human Being  - 2:27
3. Glamorous Glue (promotional video) - 4:08

- UK 7" (2011)

1. Glamorous Glue - 4:08
2. Safe, Warm Lancashire Home - 1:54

## Formazione
- Morrissey – voce
- Alain Whyte - chitarra
- Boz Boorer – chitarra
- Gary Day – basso
- Spencer Cobrin– batteria